# Deponie Hahn-Lehmden
Die Deponie Hahn-Lehmden ist eine rund 5 ha große, stillgelegte Mülldeponie in der Gemeinde Rastede im Landkreis Ammerland. Sie liegt südöstlich von Hahn-Lehmden direkt an der Bahnstrecke Wilhelmshaven–Oldenburg. Im Süden grenzt die am Rand der Oldenburger Geest gelegene Deponie an die Lehmdener Büsche, nach Osten und Norden schließen sich landwirtschaftlich genutzte Flächen an.

## Geschichte
Die Deponie wurde 1974 von der Gemeinde Rastede in einer alten Tongrube errichtet und bis 1984 für die Ablagerung von rund 0,3 Mio m³ Siedlungsabfällen der Gemeinden Rastede und Wiefelstede genutzt. Bis 1991 wurde hier zusätzlich noch rund 0,1 Mio m³ Bauschutt und Boden aus dem gesamten Landkreis Ammerland abgelagert. Das Abfallpaket ist im Mittel acht Meter mächtig.
Die Deponie Hahn-Lehmden war 1999 die erste in Niedersachsen, die von der Betriebs- in die Nachsorgephase überführt wurde. Sie wird seither auf Grundlage eines Nachsorgeplans überwacht.
Seit dem Frühjahr 2008 darf das Sickerwasser der Deponie direkt in die Rehbäke als Vorfluter eingeleitet werden (Direkteinleitung), nachdem die Anforderungen an das Abwasser gemäß Abwasserverordnung Anhang 51, welche die Belastung von Abwasser aus der oberirdischen Ablagerung von Abfällen regelt, eingehalten werden. Die jährlich rund 20.000 m³ Sickerwasser der Deponie durchlaufen lediglich noch eine Kaskade von drei Absetz- und Ausgleichsbecken im Norden der Deponie und müssen vom Abfallwirtschaftsbetrieb nicht mehr zusätzlich behandelt werden.